# Hummonjärvi
Hummonjärvi är en sjö i kommunen Kides i landskapet Norra Karelen i Finland. Den är 4,4 meter djup. Arean är 48 hektar och strandlinjen är 4,28 kilometer lång. Sjön  ingår i Vuoksens huvudavrinningsområde.   Den ligger omkring 57 kilometer söder om Joensuu och omkring 330 kilometer nordöst om Helsingfors. 